# Amesville (Ohio)
Amesville es una villa ubicada en el condado de Athens en el estado estadounidense de Ohio. En el Censo de 2010 tenía una población de 154 habitantes y una densidad poblacional de 271,51 personas por km².

## Geografía
Amesville se encuentra ubicada en las coordenadas 39°24′5″N 81°57′18″O / 39.40139, -81.95500. Según la Oficina del Censo de los Estados Unidos, Amesville tiene una superficie total de 0.57 km², de la cual 0.57 km² corresponden a tierra firme y (0%) 0 km² es agua.

## Demografía
Según el censo de 2010, había 154 personas residiendo en Amesville. La densidad de población era de 271,51 hab./km². De los 154 habitantes, Amesville estaba compuesto por el 88.31% blancos, el 3.25% eran afroamericanos, el 0.65% eran amerindios, el 4.55% eran asiáticos, el 0% eran isleños del Pacífico, el 0% eran de otras razas y el 3.25% pertenecían a dos o más razas. Del total de la población el 2.6% eran hispanos o latinos de cualquier raza.